# Laion
Laion (Lajen) é uma comuna italiana da região do Trentino-Alto Ádige, província de Bolzano, com cerca de 2.262 habitantes. Estende-se por uma área de 37 km², tendo uma densidade populacional de 61 hab/km². Faz fronteira com Barbiano, Castelrotto, Chiusa, Funes, Ortisei, Ponte Gardena, Villandro.

## Demografia
| Variação demográfica do município entre 1861 e 2011                               |
|                                                                                   |
| Fonte: Istituto Nazionale di Statistica (ISTAT) - Elaboração gráfica da Wikipedia |